# Friedrich Winnes
Friedrich Winnes (* 21. Juli 1949 in Heidelberg; † 1. Mai 2005) war ein deutscher Künstler der Mail Art.

## Leben und Arbeit
1949 in Heidelberg geboren, siedelte er mit den Eltern Anfang der 50er Jahre in die DDR über. Dort studierte er Maschinenbau in Karl-Marx-Stadt und arbeitete als Ingenieur bei Bergmann-Borsig in Berlin. Am 1. Mai 1975 lernte er Robert Rehfeldt kennen und vervielfältigte dessen Dokumentation der Warschauer Mail-Art-Ausstellung. Seitdem beteiligte er sich an vielen Mail Art-Ausstellungen. 1990 gründete er ein kleines Reisebüro und vermittelte für DDR-Mark Reisen nach Paris.
Nach der Wende arbeitete er in einer Westberliner Siebdruckfirma. 1994 gab er mit Lutz Wohlrab das Buch Mail Art Szene DDR 1975 - 1990 heraus. 2002 wurde er in der Edition Staeck fest angestellt. Er zog nach Heidelberg und richtete dort das Heidelberger Mail Art-Archiv von Klaus und Rolf Staeck und ihm selbst ein.
Friedrich Winnes starb am 1. Mai 2005 an einem Schlaganfall.

## Ausstellungen
Der Künstler war beteiligt an retrospektiven Ausstellungen, u. a.:
- 1996: Mail Art Osteuropa – im internationalen Netzwerk im Staatlichen Museum Schwerin (Katalog);
- 1997: ... keine Kunst? Mail Art-Projekte im Museum für Post und Kommunikation Berlin.